# Марадо

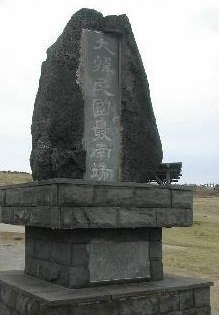
Табличка, що позначає найпівденнішу точку Кореї.

Марадо (кор.: хангиль: 마라도), чи острів Мара — острів у провінції Чеджу Південної Кореї. Це найпівденніший острів Південної Кореї, розташований за 8 кілометрів на південь від острова Чеджу.
Площа острова складає приблизно 0,3 км2 (0,12 миля2), та на ньому живуть 90 осіб. Здавна вважалося, що він має сильних жінок і слухняних чоловіків.
Марадо адміністративно підпорядкований району Теджон міста Согвіпхо, та є найпівденнішою точкою Південної Кореї.
Через субтропічну морську флору і фауну, острів став природним заповідником. У реєстрах він був записаний, як Національний монумент № 423 (천연기념물 제423호) 18 липня 2000 року.

## Туризм

### Сонячні електростанції
На північному березі острова розташовані сонячні електростанції. Їх загальна потужність складає 30 кіловатів (40 к. с.); Ці станції забезпечують 27 домогосподарств електрикою.

### Храм Чонйодан
Чонйодан — невеликий храм у єдиному поселенні в Марадо. У храмі моляться за безпеку водолазів.

### Скеля Чангун
Скеля Чангун в перекладі означає «скеля генерала». Традиційно мешканці острова вважають скелю оберегом. Місцеві вважають скелю священною.

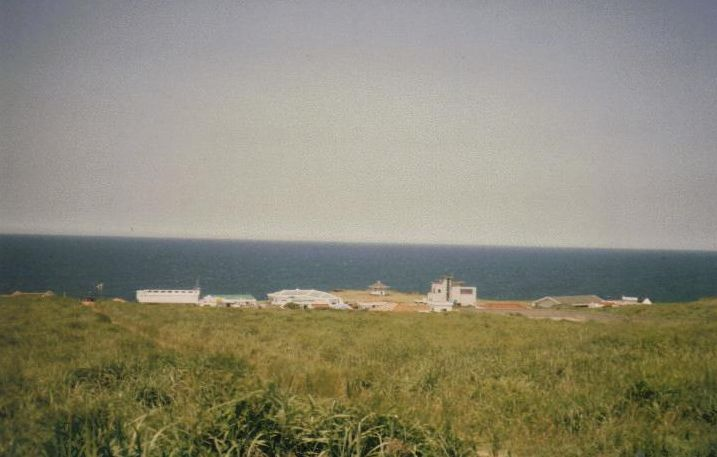
Село на острові Марадо
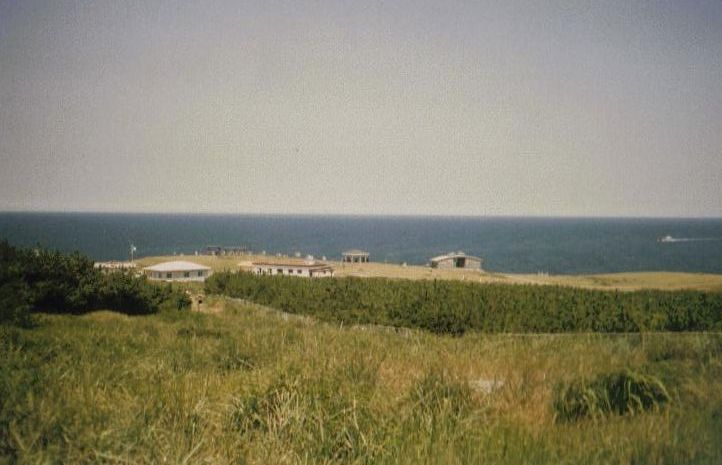
Ліс посеред Марадо
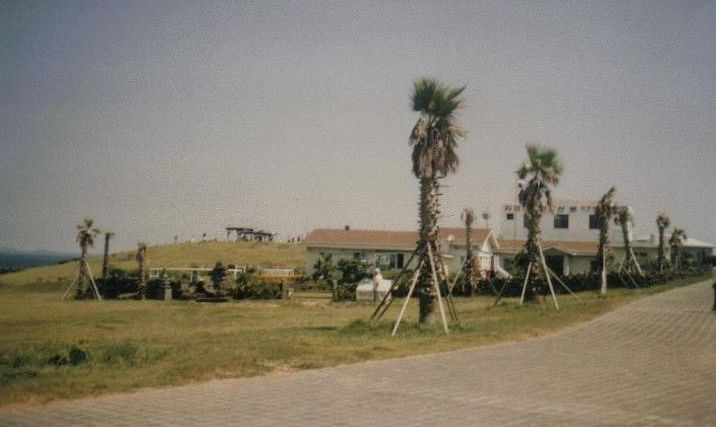
Головна вулиця у селі
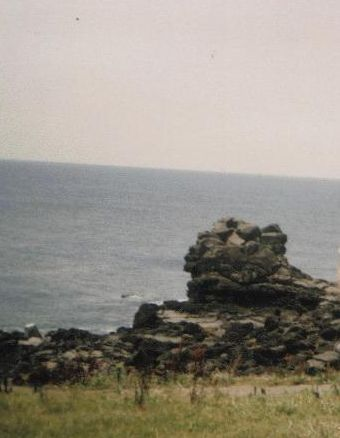
Брила, що позначає найпівденнішу точку Кореї
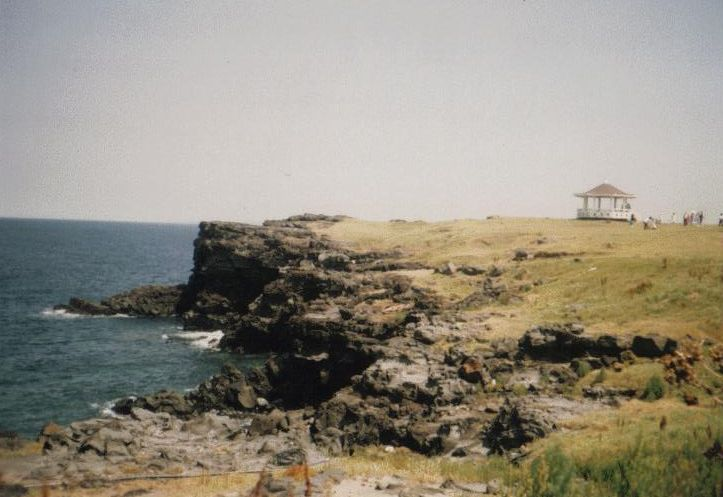
Берег
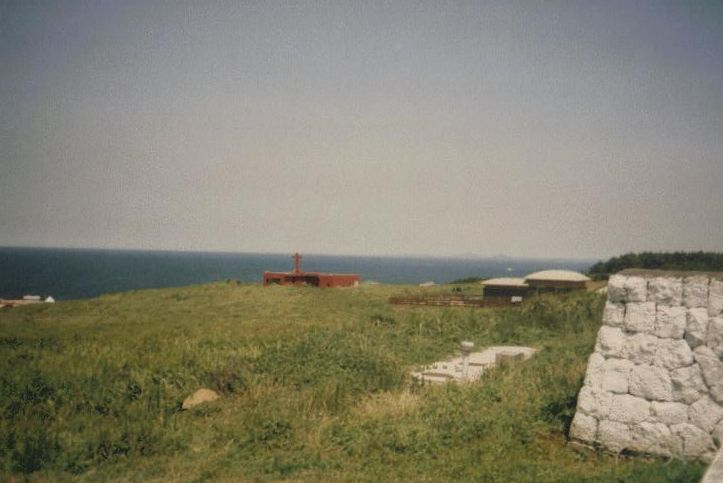
Церква біля лісу
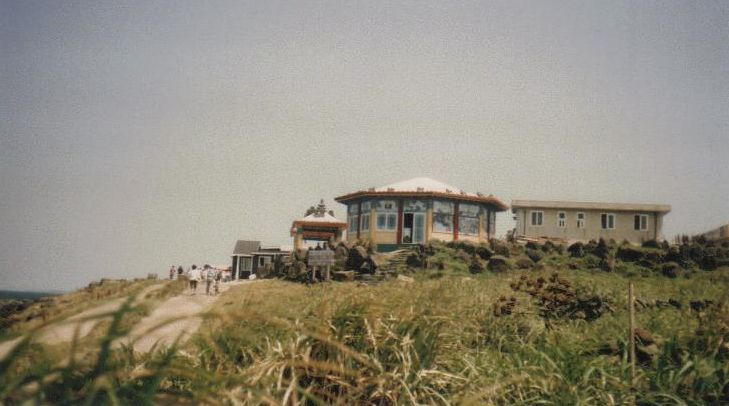
Храм